# Pedro Garhel
Pedro García (Puerto de la Cruz, Tenerife, 26 de agosto de 1952-La Guancha, Tenerife, 6 de diciembre de 2005) conocido como Pedro Garhel fue un artista multimedia-performer español y una figura clave en la historia reciente del arte en España. Su trabajo fue fundamental en la normalización del arte performativo basado en las experiencias autogestionadas, en el desarrollo del video-arte y la incorporación de las nuevas tecnologías a la práctica artística.

## Trayectoria artística
Garhel nació en 1952, en la isla canaria de Tenerife, y vivió desde 1974 hasta 1997 en Madrid. Se interesó en primer lugar por la música y la pintura. Estudió desde 1971 hasta 1977 diseño. Amplió su formación orientándose hacia la danza experimental.
Garhel trabajó desde 1977, junto con Rosa Galindo en el ámbito de la performance, la instalación y desde el año 1980 como creadores juntos formaron el Grupo Corps (1977-1984). Su estudio de trabajo lo convirtió en el primer espacio privado experimental autosugestionado de videoarte y performance llamado Espacio "P" (1981-1997) en Madrid en donde realizó todo tipo de actividades relacionadas con la performance, la fotografía, la instalación la poesía visual, el mail-art, la videocreación, el cine o la música experimental, mientras que la mayoría de las galerías y museos retornaron a la pintura.
Como espacio independiente pionero en el Estado español formó parte de la Red Arte. Red de Espacios y colectivos independientes cuya historia se puede conocer en parte a través de Archivos Colectivos, un proyecto de Nekane Aramburu.
En dicho espacio participaron artistas nacionales e internacionales creando una dinámica única que atrajo a los creadores más experimentales junto a artistas internacionales como la performer estadounidense Meredith Monk o el austriaco Peter Weibel, posteriormente director del centro ZKM de Karlsruhe. En 1983 creó el Grupo de Sonido Depósito Dental. Participó en los festivales de videoarte del Círculo de Bellas Artes de Madrid en el año 1984 y 1986.
Garhel y Rosa Galindo desarrollaron performances relacionados con los temas del dolor, el éxtasis y la muerte, junto con elementos de la vida cotidiana española.
Desde 1992 hasta 1997 Garhel fue profesor de arte y ciencias de la computación de la Facultad de Bellas Artes de la Universidad de Salamanca.
Garhel realizó performances en diversos países, una de las más importantes fue su participación en 1987 en la Documenta 8 de Kassel. Además de participar en los principales centros europeos de Arte y Tecnología, como el centro ZKM de Karlsruhe en Alemania, en Austria en el Festival Ars Electronica en Linz, y en el Museo Reina Sofía en Madrid.
Su trabajo no fue reconocido en toda su magnitud en vida. Su obra se expuso en el Museo Extremeño e Iberoamericano de Arte Contemporáneo MEIAC de Badajoz dentro de la exposición "El discreto encanto de la tecnología", comisariada por la experta en arte tecnológico Claudia Giannetti en 2009. Tras su fallecimiento se le han dedicado diversas exposiciones retrospectivas como las realizadas en su tierra natal en el TEA Tenerife Espacio de las Artes, en el Centro de Arte La Regenta y en el Centro Atlántico de Arte Moderno CAAM en Las Palmas de Gran Canaria, ambas en el año 2011 y comisariadas por la colaboradora en el Espacio "P" durante varios años la actual directora de la Laboral de Gijón Karin Ohlensläger en colaboración con la Filmoteca Canaria, el Archivo Histórico Provincial de Santa Cruz de Tenerife, la ZKM de Karlsruhe (Alemania) y la Universidad de Vigo. Dicha retrospectiva también se expuso en el año 2010 en el Museo Nacional Centro de Arte Reina Sofía de Madrid.
En el año 2017 en el Centro de Arte Dos de Mayo de la Comunidad de Madrid se presentó una exposición conmemorativa de la actividad del Espacio P comisariada también por Karin Ohlensläger con la presencia de algunos de los artistas que participaron en dicho Espacio P en los años que estuvo en activo.

## Filmografía
- En 1979, Escultura Viva
- 1980 Suite en Blanco
- En 1983, Etcétera
- 1990 Solar
- 1984 Power
- 1985 Infinito 5
- En 1986, Pelirrojos; Atlanta[19]